# Forrest City, Arkansas
Forrest City là một thành phố thuộc quận St. Francis, tiểu bang Arkansas, Hoa Kỳ. Năm 2010, dân số của thành phố này là 15371 người.

## Dân số
- Dân số năm 2000: 14774 người.
- Dân số năm 2010: 15371 người.